# Montague, Kalifornien
Montague är en ort i Siskiyou County i Kalifornien. Vid 2020 års folkräkning hade Montague 1 226 invånare.